# ليندون كارلسون
ليندون كارلسون (بالإنجليزية: Lyndon Carlson)‏ هو سياسي أمريكي، ولد في 18 أبريل 1940 بمنيابولس في الولايات المتحدة. حزبياً، نشط في حزب العمال المزارعين الديمقراطيين في مينيسوتا والحزب الديمقراطي. وقد انتخب عضو مجلس نواب مينيسوتا.

## وصلات خارجية
- الموقع الرسمي